# Bernalillo (Novo México)
Bernalillo é uma cidade  localizada no estado americano de Novo México, no Condado de Sandoval.

## Demografia
Segundo o censo americano de 2000, a sua população era de 6611 habitantes. 
Em 2006, foi estimada uma população de 7158, um aumento de 547 (8.3%).

## Geografia
De acordo com o United States Census Bureau tem uma área de 
12,2 km², dos quais 11,9 km² cobertos por terra e 0,3 km² cobertos por água. Bernalillo localiza-se a aproximadamente 1624 m acima do nível do mar.

## Localidades na vizinhança
O diagrama seguinte representa as localidades num raio de 12 km ao redor de Bernalillo. 